# Ua Pou
Ua Pou ((mrq) ʻUapou) est une île située dans l’archipel des îles Marquises, au nord-est de la Polynésie française. Il s’agit de la troisième plus grande île de l’archipel, après Nuku Hiva et Hiva Oa.

## Géographie

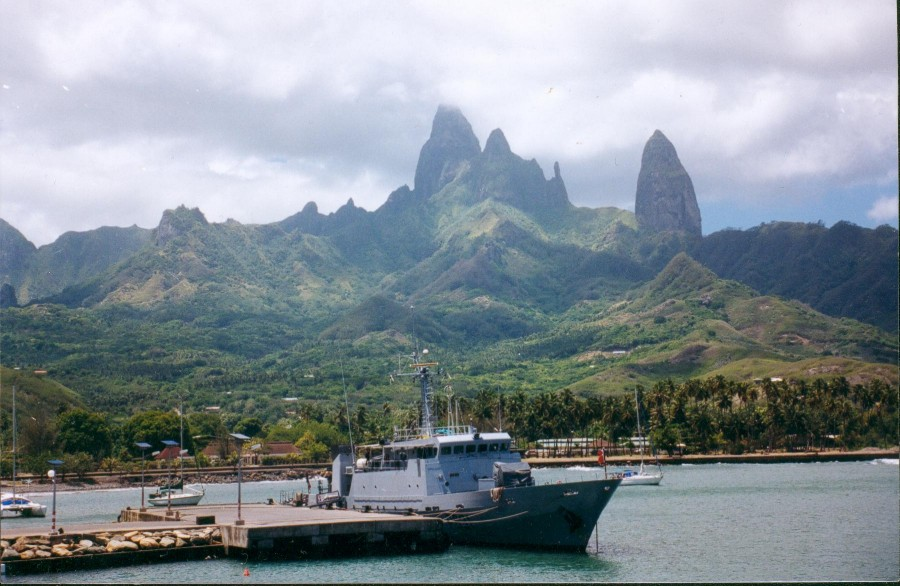
La patrouilleur type P400 La Tapageuse à quai à Hakahau. Au fond, les pilastres basaltiques caractéristiques de l’île, avec en particulier, à moitié ennuagé, le mont Oave.

La géographie de l’île est caractérisée par la présence de quatre grandes colonnes basaltiques qui dominent toutes les quatre les montagnes alentour. Le mont Oave culmine à 1 230 m et est le point le plus élevé de l’archipel.
D’une superficie de 106 km2, l’île se trouve juste au nord-ouest de la petite île de Motu ’Oa.

## Démographie
Jusqu’au début des années 1980, l’île était la plus peuplée de l’archipel. En effet, les autres îles avaient été décimées par les différentes épidémies importées par les explorateurs européens, tandis que sur Ua Pou, les missionnaires catholiques eurent la bonne idée d’obliger les survivants à se réfugier en quarantaine à l’intérieur de leurs églises dès qu’un navire approchait des côtes de l’île, limitant ainsi leur exposition aux maladies importées.
En 2017, la population totale de Ua Pou est de 2 295 personnes principalement regroupées dans le village de Hakahau, au fond de la baie homonyme, située sur la côté nord-est de l’île ; son évolution est la suivante :
| 1791                                                    | 1918 | 2013 | 2110 | 2158 | 2175 | 2295 |
| Sources ISPF et Gouvernement de la Polynésie française. |      |      |      |      |      |      |

## Administration
Ua Pou forme une commune à part entière (Ua Pou), faisant partie de la subdivision des îles Marquises. Elle est divisée en deux communes associées, Hakahau et Hakamaii. Le chef-lieu de la commune est Hakahau.

## Histoire
Ua Pou est la seule île importante de l’archipel qui a été réunie sous le gouvernement d’un monarque unique préalablement à l’arrivée des premiers explorateurs européens. Cette unification aurait eu lieu environ en 1585[réf. nécessaire]. Auparavant, il semblerait que les différentes tribus de l’île pouvaient à l’occasion se rassembler avec les tribus de Te I’i de Nuku Hiva pour combattre les tribus de Tai Pi de la même île. Bien que souvent en guerre les uns contre les autres, les membres des tribus des rivages occidentaux et orientaux de Ua Pou étaient accueillis sans distinction par les tribus de Te I’i.
Richard Hergest la nomme île Trevenans en 1792.

## Aérodrome
Ua Pou possède un aérodrome qui était relié plusieurs fois par semaine à Nuku Hiva, Hiva Oa et Ua Huka en Twin Otter, ces vols étant assurés par Air Tahiti. Il accueillait, en moyenne, environ 900 vols et 7 500 passagers par an, dont 10 % en transit. En 2022 cet aéroport n'est plus en service pour des raisons de sécurité et de non conformité à la réglementation.
L'aérodrome de Ua Pou est très particulier car, bien qu'étant au bord de la mer, il est considéré comme un altiport. En effet, sa piste étroite est en pente, et les avions ne se posent qu'en venant de la mer, et décollent vers la mer, quel que soit le vent dominant. En juillet 2004, le Twin Otter avait fait une sortie de piste à cause d'un fort vent de travers occasionnant quelques dégâts et blessures mineurs.

## Environnement
Le cheval des Marquises est présent en liberté sur cette île. Le Monarque d'Ua Pou est une espèce d'oiseau endémique de l'île, probablement éteinte.
L'île est célèbre également pour être l'un des seuls endroits au monde à avoir la « pierre fleurie », une phonolite à grenats.